# Micropygus brevithorax
Micropygus brevithorax är en tvåvingeart som beskrevs av Octave Parent 1933. Micropygus brevithorax ingår i släktet Micropygus och familjen styltflugor. Inga underarter finns listade i Catalogue of Life.